# Panna cotta

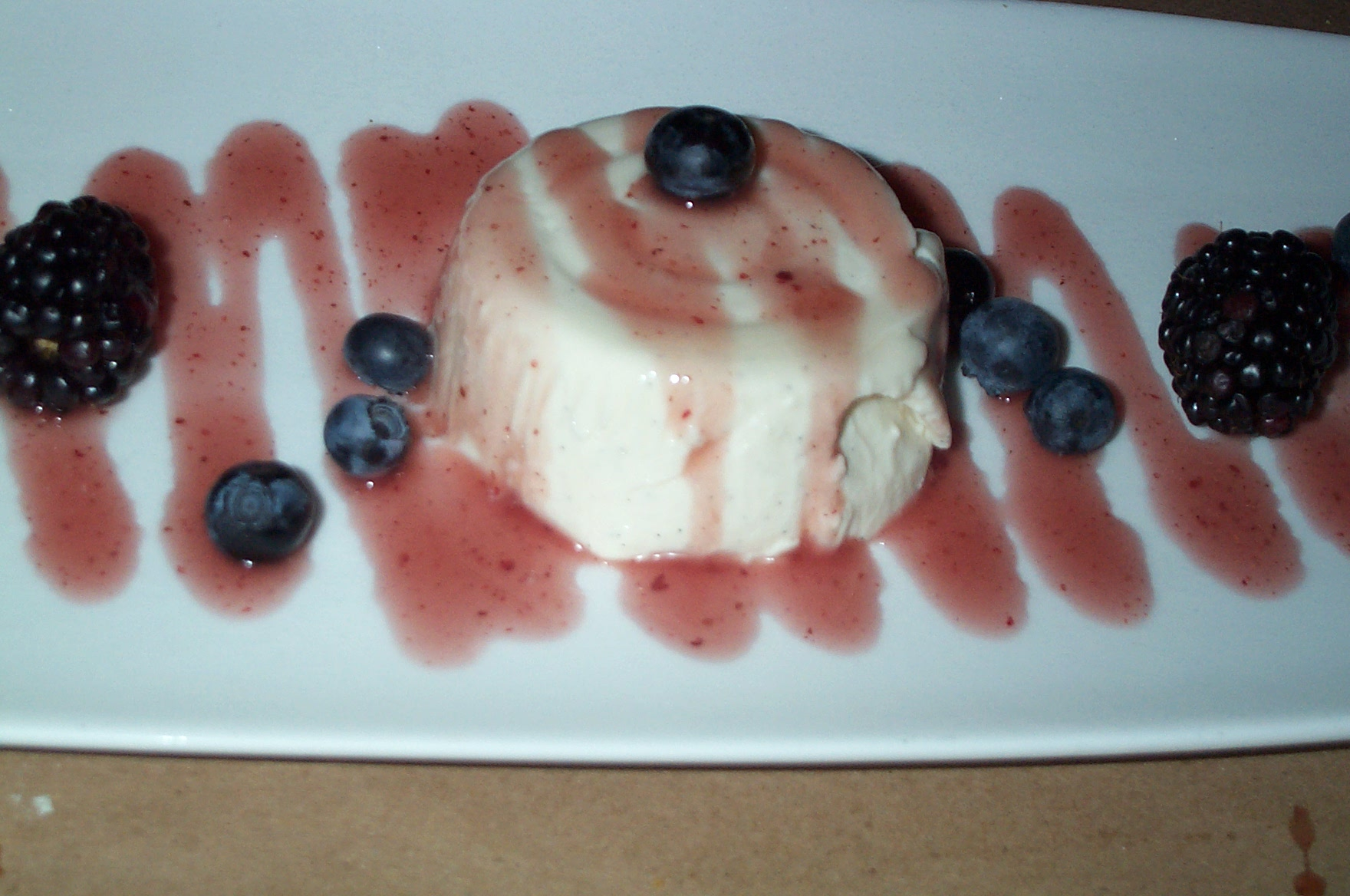
Panna cotta s ostružinovou zálivkou

Panna cotta (česky doslovně vařená smetana) je italský dezert z oblasti Piemontu. Jedná se o smetanu svařenou se želatinou, mlékem a cukrem. 

## Servírování
Horký krém se před servírováním vlije do formiček, nechá ztuhnout a podává se s lesními plody, karamelem a s čokoládovou či ovocnou polevou. Podobné dezerty jsou známé i v Řecku a ve Francii.